# Осетинци в Турция
Осетинците (на осетински: Турчы ирæттæ, на турски: Türkiye Osetleri) са етническа група в Турция.
Според оценки на Joshua Project техният брой е около 40 000 души, като 94 % от тях са мюсюлмани а 6 % християни. Основна част от осетинците живеят в големите градове – Анкара, Истанбул и Измир.
През 1989 г. е създадена културната благотворителна фондация „Алан“. Тя се ръководи от Ремзи Канукати (Ремзи Йълдъръм). Благодарение на тази фондация в Анкара и Истанбул са отворени курсове за деца за изучаване на осетинския език.

## Населени места
Населени места в които преобладават осетинците са:
- Саръкамъш (вилает Карс)[3]
- село Бозат (вилает Карс)[3]
- село Пойразлъ (вилает Йозгат)

## Личности
- Муса Кундухов (1818 – 1889), руски генерал-майор, турски дивизионен генерал
- Бекир Кундух (1864 – 1932), първи министър на външните работи на Турция